# Острів Артура
Острів Арту́ра (рос. О́стров Арту́ра) — острів архіпелагу Земля Франца-Йосифа, Приморський район Архангельської області Росії.

## Розташування
Острів Артура розташований на північ від острова Земля Георга, досить далеко від інших островів. Площа острова 111 км², максимальна висота — 275 метрів над рівнем моря.

## Опис
Територія острова практично повністю вкрита льодом. Тільки невеликі території на північно-західному березі острова (мис Льодової Розвідки) і найпівденніший край острова (мис Низький) вільні від льоду.
Острів названий на честь брата Фредеріка Джексона, керівника Полярної експедиції Джексона-Гармсворта (англ. Jackson-Harmsworth Polar Expedition).